# Pierre de Bréban
 (mai 2012).
Si vous disposez d'ouvrages ou d'articles de référence ou si vous connaissez des sites web de qualité traitant du thème abordé ici, merci de compléter l'article en donnant les références utiles à sa vérifiabilité et en les liant à la section « Notes et références ».
Pierre de Bréban, dit Clignet, ou encore appelé Clignet de Brabant notamment par le chroniqueur Enguerrand de Monstrelet, né vers 1380 à Brelle, et mort en 1428 à Guingamp était un amiral de France.

## Biographie
Il était seigneur de Bréban et du Reuil, de l'Echelle, d'Arcy, de Landreville ; il épousait en 1406 Marie de Namur, comtesse douairière de Blois et dame de Chimay par son premier mariage. À la mort de sa femme, en 1412, Clignet ne parviendra toutefois pas à se maintenir, face au harcèlement du parti bourguignon à son égard car il était du parti contraire, celui des Armagnacs. Le fief sera finalement partagé entre le comte de Hainaut, descendant de Jehan de Hainaut-Beaumont, d'une part, et Thibaut de Soissons, sire de Moreuil, apparenté aux Nesle-Soissons, d'autre part. Ce dernier vendra finalement sa part à Jean de Croÿ avant 1437.
C'était une personne considérable à son époque, en raison de sa puissance car son état s'étendait de Bréban à Arc-en-Barrois en passant par Landreville, soit beaucoup plus que le célèbre sire de Coucy et de ses exploits guerriers.
Il vainc sur terre les Anglais à la bataille des Sept Chevaliers. Amiral de France de 1405 à 1408. Il est l’un des principaux généraux du dauphin, le futur Charles VII, et pour son compte entreprend le siège de Rethel.
À la bataille d'Azincourt, il commandait l'avant-garde et ne put convaincre Boucicault de ne pas attaquer. Il met en œuvre, avec son compère Louis Bourdon (ou Bosredon), la stratégie de la guerre de forteresses, qui fit gagner la guerre de Cent Ans à Charles VII[réf. nécessaire].
Selon le Père Anselme, il a été marié deux fois : d'abord à Marie de Namur, puis à Isabelle de Ribeaupierre (fille de Brunon de Rappolstein, et veuve de Guillaume III de Vergy-Champlitte, seigneur de Port-sur-Saône, † 1396 à Nicopolis, qu'elle avait épousé en 1377). Sa fille Marie de Bréban épouse François Talleyrand de Grignols.

## Armes
Fascé d'argent et de sable de huit pièces, à la bande de gueules chargée de trois coquilles d'or [brochante],

### Sources et bibliographie
- N. Mercier in Almanach-annuaire historique, administratif et commercial des départements de la Marne, de l'Aisne et des Ardennes, Matot-Braine, Reims, 1879, P 161.
- généalogie.